# Nailloux
Nailloux är en kommun i departementet Haute-Garonne i regionen Occitanien i södra Frankrike. Kommunen ligger i kantonen Nailloux som tillhör arrondissementet Toulouse. År 2022 hade Nailloux 4 146 invånare.

## Befolkningsutveckling
Antalet invånare i kommunen Nailloux
Referens:INSEE

## Vänorter
- Canfranc, Spanien